# آمفی‌تئاتر الجم
آمفی‌تئاتر اِلجم، یک تماشاخانه متعلق به دورهٔ روم باستان است که در شهر الجم در استان مهدیه در بخش مرکزی-شرقی تونس واقع شده‌است. این آمفی‌تئاتر دارای بزرگ‌ترین سازهٔ آفریقایی-رومی است. تاریخ ساخت آمفی‌تئاتر به اواخر سده ۲ میلادی بازمی‌گردد.
آمفی‌تئاتر اِلجم در سال ۱۹۷۹ میلادی، در فهرست میراث جهانی یونسکو ثبت شد و امروزه یکی از پربازدیدترین جاذبه‌های گردشگری تونس محسوب می‌شود.
آمفی تئاتر اِلجم یک آمفی‌تئاتر رومی بیضی شکل در شهر امروزی الجم، تونس، قبلاً Thysdrus در آفریقا (استان روم) است. از سال ۱۹۷۹ در فهرست میراث جهانی یونسکو ثبت شده‌است.

## تاریخچه
این آمفی تئاتر در حدود سال ۲۳۸ میلادی در تیسدروس واقع در استان روم آفریقا در ال جم کنونی ساخته شده‌است. این یکی از بهترین خرابه‌های سنگی رومی در جهان است و در آفریقا بی نظیر است. این آمفی تئاتر به عنوان دیگر آمفی تئاترهای امپراتوری روم برای رویدادهای تماشاگران ساخته شده‌است و یکی از بزرگترین آمفی تئاترهای جهان است. ظرفیت تخمینی ۳۵۰۰۰ است و اندازه محورهای بزرگ و کوچک به ترتیب ۱۴۸ متر (۴۸۶ فوت) و ۱۲۲ متر (۴۰۰ فوت) است. آمفی تئاتر از بلوک‌های سنگی ساخته شده‌است، که در یک زمین صاف واقع شده‌است و به‌طور استثنایی سالم باقی مانده‌است.
آمفی تئاتر الجم سومین آمفی تئاتر ساخته شده در همان مکان است. اعتقاد این است که توسط پروکنسول محلی گوردیان ساخته شده‌است، که به عنوان گوردیان سوم به امپراتور تبدیل شد. در قرون وسطی، به عنوان یک قلعه خدمت می‌کرد، و مردم در هنگام حمله وندال‌ها در ۴۳۰ و اعراب در ۶۴۷ در اینجا پناه گرفتند. در سال ۱۶۹۵، در طی انقلاب‌های تونس، محمد بای المرادی در یکی از دیوارها سوراخ کرد برای جلوگیری از مقاومت پیروان برادرش علی بای مرادی که در داخل سالن آمفی تئاتر جمع شده بودند.
اعتقاد بر این است که از آمفی تئاتر در اواخر قرن ۱۸ و در قرن نوزدهم به عنوان تولید نمک استفاده شده‌است. در حدود سال ۱۸۵۰، شکاف دیواره توسط احمد اول بن مصطفی به ۳۰ متر (۹۸ فوت) افزایش یافت. در نیمه دوم قرن نوزدهم، از این سازه برای مغازه‌ها، منازل مسکونی و ذخیره غلات استفاده شد.

## در فرهنگ عامه
این اثر تاریخی در فیلم‌هایی مانند زندگی برایان مونی پایتون و مجموعه تلویزیونی Long Way Down به نمایش درآمد.
کمپانی آمریکایی پوشاک ورزشی نایک از این مکان در سال ۱۹۹۶ برای فیلمبرداری تبلیغات تلویزیونی با عنوان "خوب در مقابل بد" استفاده کرد، که یک بازی فوتبال به سبک گلادیاتور را در یک آمفی تئاتر رومی به تصویر می‌کشد. بازیکنان فوتبال از سراسر جهان، از جمله اریک کانتونا، رونالدو، پائولو مالدینی، لوئیس فیگو، پاتریک کلویورت و خورخه کامپوس از «بازی زیبا» در برابر تیمی از جنگجویان غیر ورزشی اهریمنی دفاع می‌کنند که با گرفتن توپ توسط کانتونا از رونالدو، کشیدن یقه پیراهن او همان‌طور که علامت تجاری او بود، و تحویل خط نهایی، "Au Revoir"، قبل از ضربه توپ که به سمت دروازه‌بان دیو مشت می‌شود.
قسمت چهارم The Amazing Race 1 در سالن آمفی تئاتر به پایان رسید.

## نگارخانه

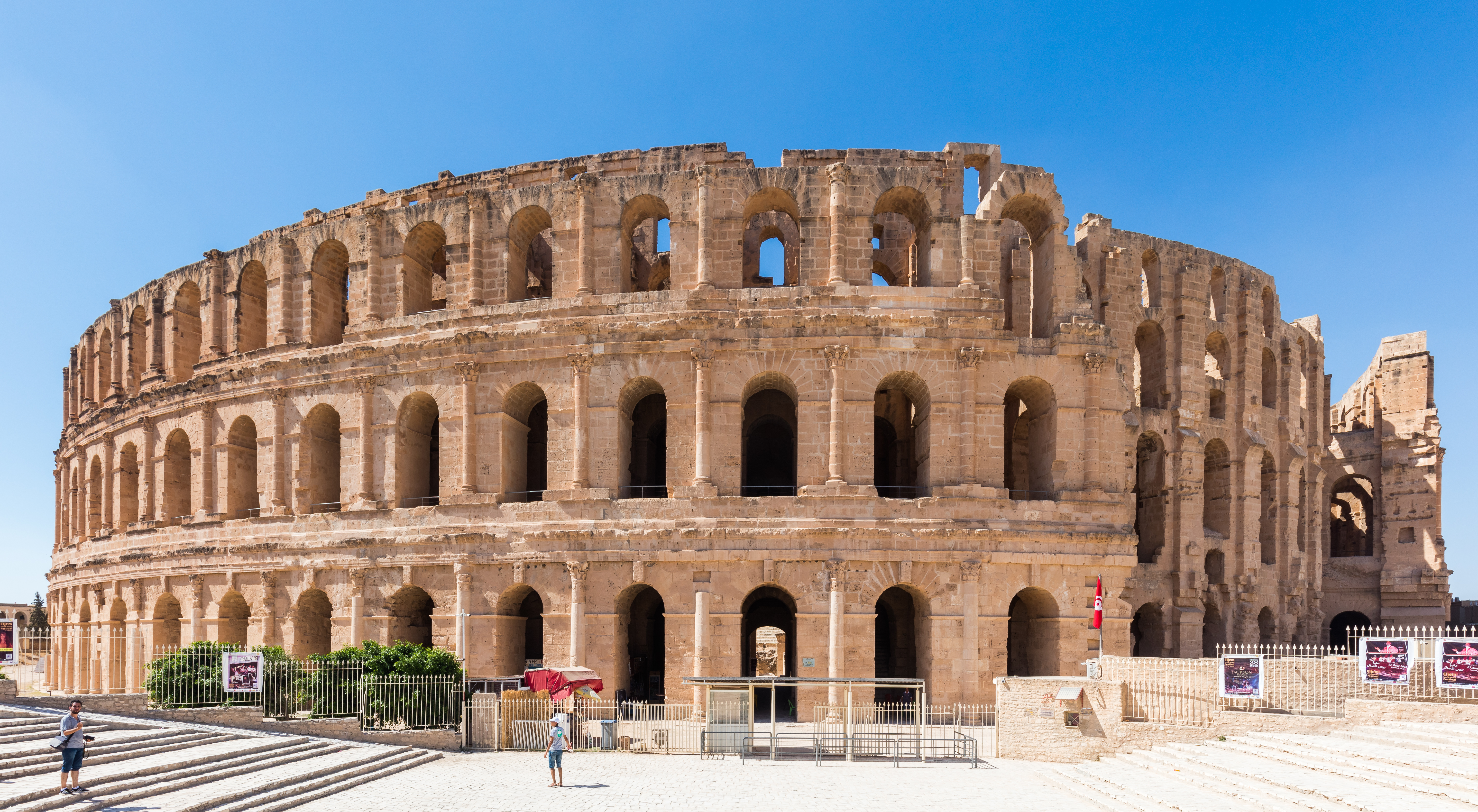
نمایی بیرونی از عمارت تماشاخانه رومی
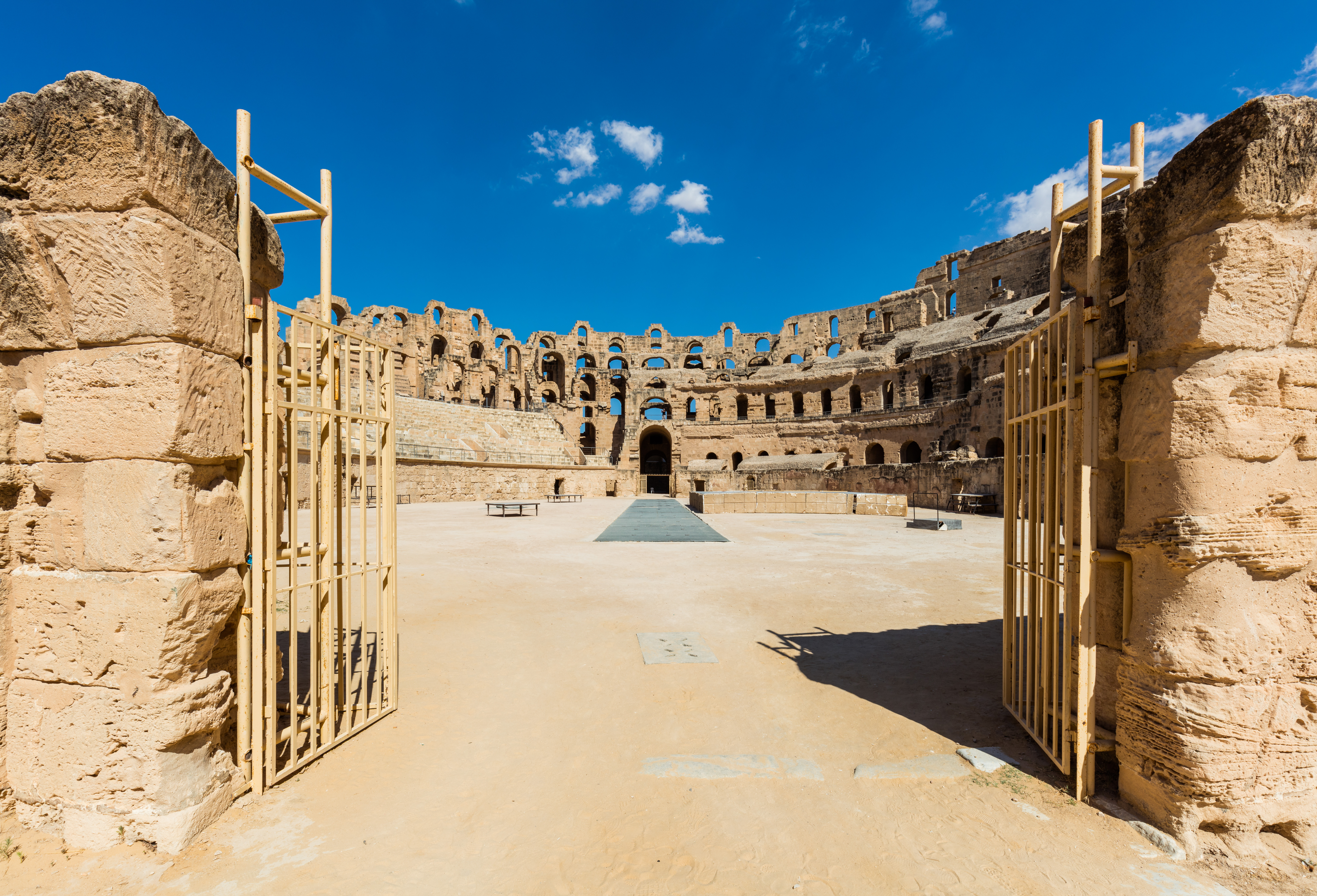
ورودی به صحنهٔ اصلی
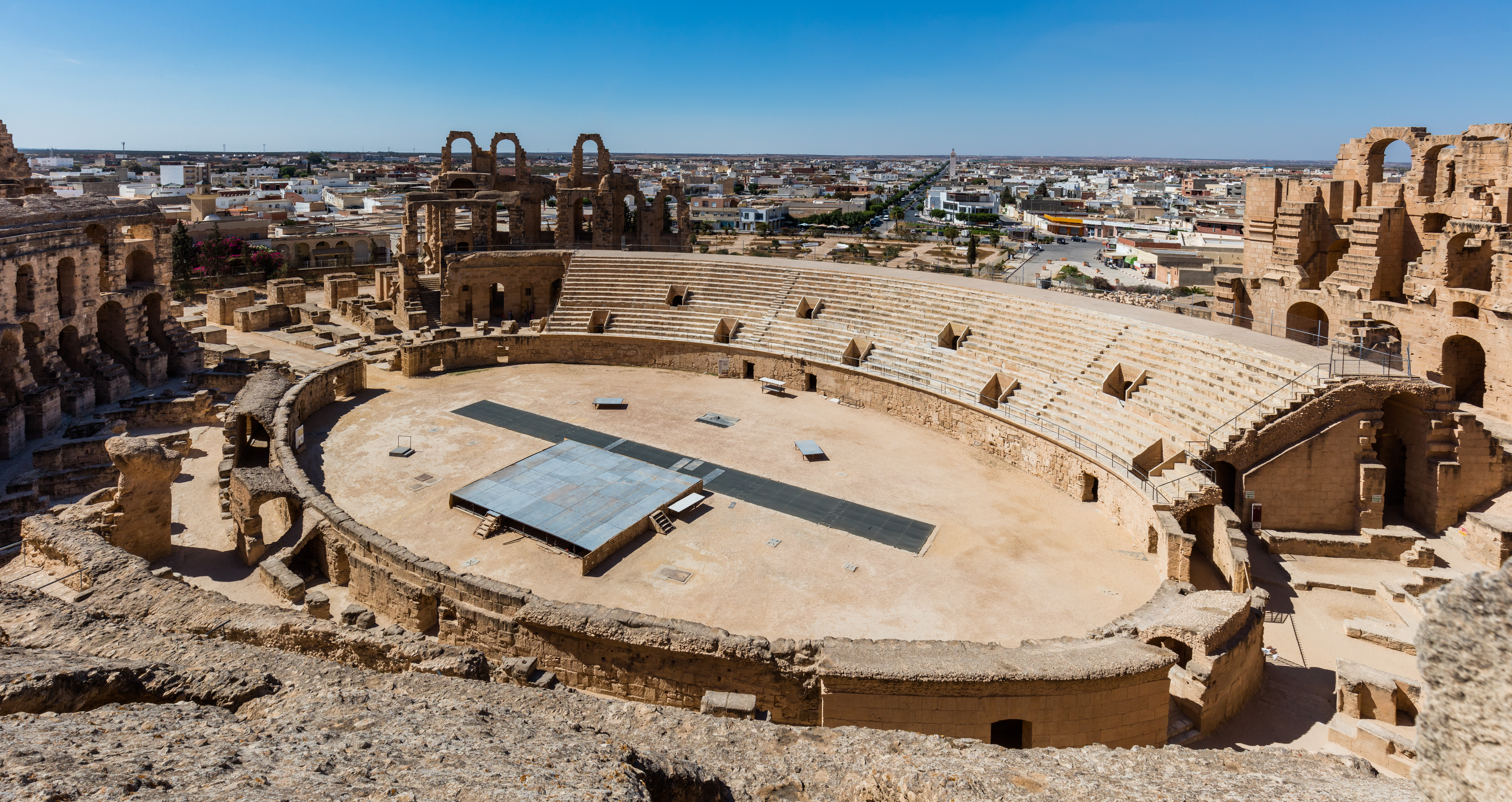
آمفی‌تئاتر رومی اِلجم
سراسرنمایی از آمفی‌تئاتر رومی اِلجم
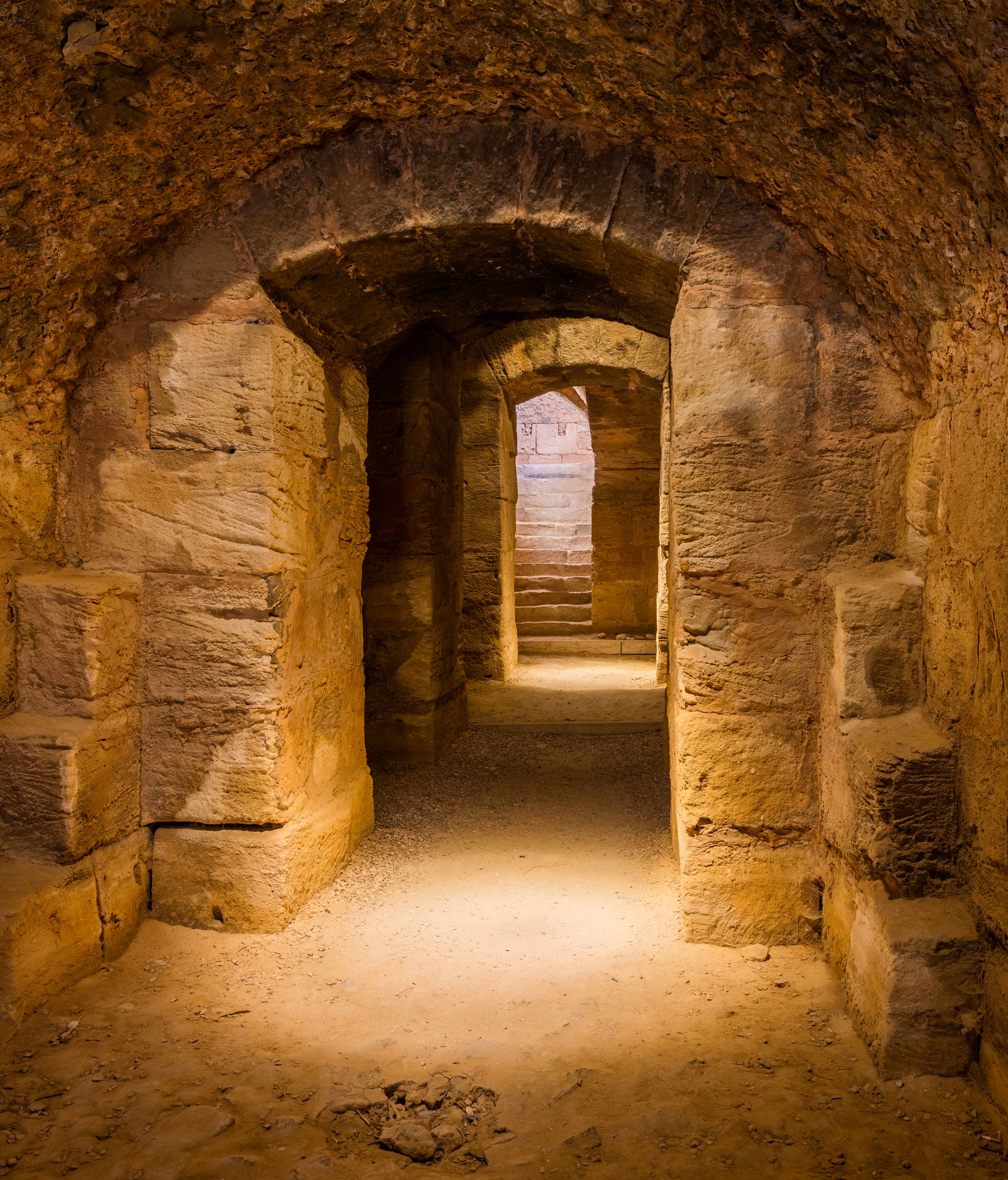
دالان‌های اسکان گلادیاتورها
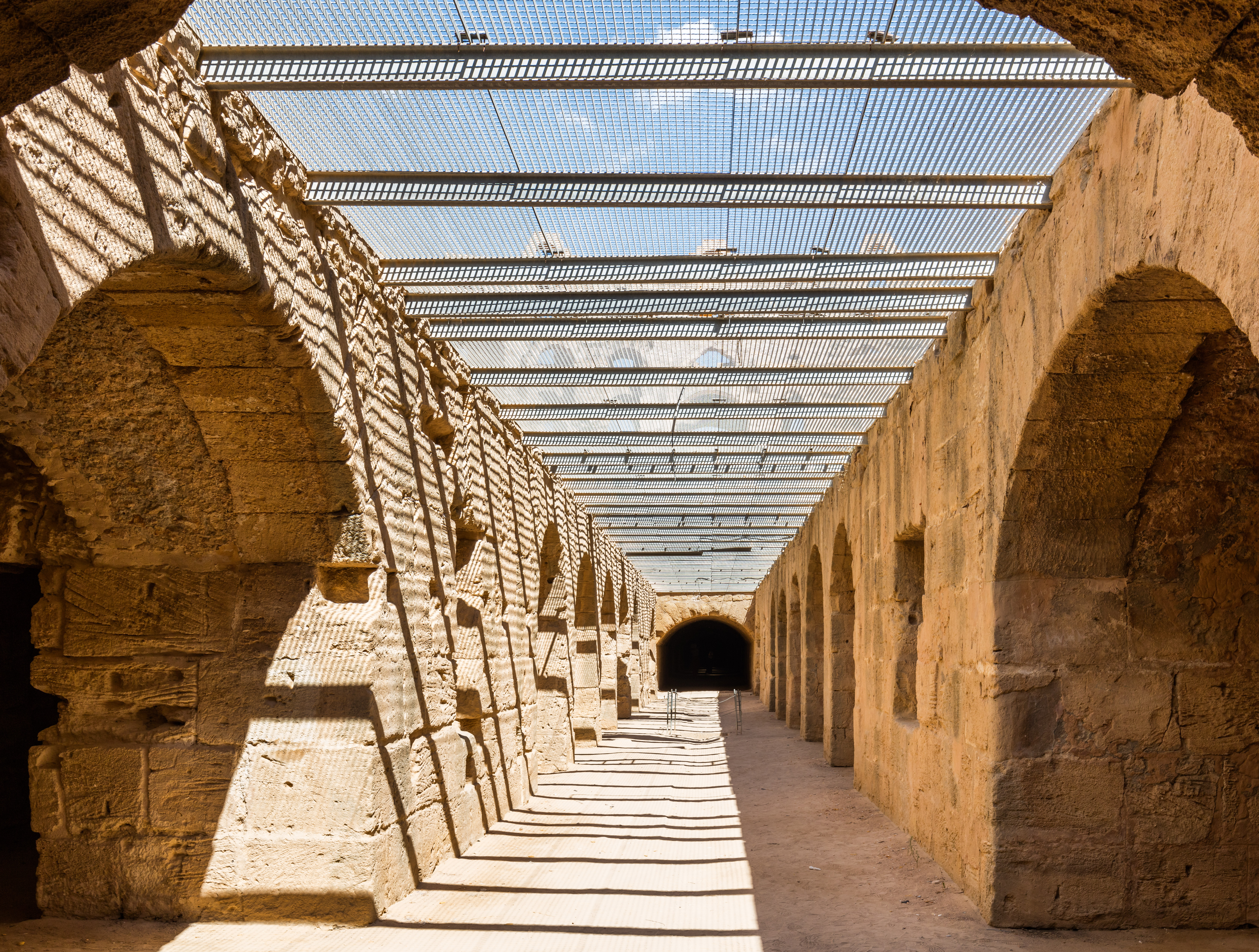
قفس‌هایی برای حیوانات وحشی و بردگان در بخش زیرزمین